# R4 Ridge Racer Type 4
R4 Ridge Racer Type 4 is een computerspel voor Sony PlayStation. Het racespel werd uitgebracht op 3 december 1998 in Japan en verscheen op 16 april 1999 in Europa.

## Platforms
| Jaar | Platform           |
| ---- | ------------------ |
| 1998 | PlayStation        |
| 2011 | PSP, PlayStation 3 |
| 2012 | Android, PS Vita   |

## Ontvangst
| Beoordeeld door              | Platform    | Datum            | Score |
| ---------------------------- | ----------- | ---------------- | ----- |
| GameSurge                    | PlayStation | 1999             | 93%   |
| The Video Game Critic        | PlayStation | 30 juli 1999     | 91%   |
| Gaming Entertainment Monthly | PlayStation | 29 mei 1999      | 91%   |
| Mega Fun                     | PlayStation | maart 1999       | 90%   |
| Game Critics                 | PlayStation | 12 augustus 1999 | 90%   |
| Gamezilla                    | PlayStation | 18 juni 1999     | 89%   |
| GameSpot                     | PlayStation | 17 december 1998 | 87%   |
| Power Unlimited              | PlayStation | maart 1999       | 84%   |
| Retrogaming.it               | PlayStation | 4 april 2008     | 80%   |
| Game Revolution              | PlayStation | juni 1999        | 75%   |